# Адаптивная зона
Адапти́вная зо́на — определённый тип местообитания (комплекс условий среды) с характерной совокупностью специфических экологических условий (море, пресные водоёмы, суша, почва и т.д.), к которому адаптированы группы организмов.  
Альтернативная трактовка — совокупность адаптивных возможностей, характеризующая группу организмов (определенные типы адаптации, основные способы использования ресурсов внешней среды, общие черты образа жизни, характерные для таксона в целом). В этом смысле говорят, например, об адаптивной зоне класса птиц, подряда змей, семейства кошачьих и др. Изменением адаптивной зоны объясняют макроэволюционные преобразования (см. Макроэволюция).  
Термин впервые упомянут в литературе в 1944 году в работе «Tempo and mode in evolution» за авторством Джорджа Симпсона, хотя само определение «адаптивной зоны» автор в ней не дал.  